# Скеблево
Скеблево (пол. Skieblewo) — село в Польщі, у гміні Ліпськ Августівського повіту Підляського воєводства.
Населення — 253 особи (2011).
У 1975—1998 роках село належало до Сувальського воєводства.

## Демографія
Демографічна структура станом на 31 березня 2011 року:
|          | Загалом | Допрацездатний вік | Працездатний вік | Постпрацездатний вік |
| -------- | ------- | ------------------ | ---------------- | -------------------- |
| Чоловіки | 128     | 31                 | 83               | 14                   |
| Жінки    | 125     | 24                 | 73               | 28                   |
| Разом    | 253     | 55                 | 156              | 42                   |